# 阪田瑞穂
阪田 瑞穂（さかた みずほ、1986年3月29日 - ）は、日本の元女優。鳥取県鳥取市出身。オスカープロモーションに所属していた。

## 略歴
鳥取市立湖東中学校、鳥取県立鳥取西高等学校卒業。
2002年、第8回全日本国民的美少女コンテストでグランプリを受賞。
2003年、女性アイドルグループ・美少女クラブ21のメンバーとしてデビュー。
29歳の誕生日に当たる2015年3月29日に年上の一般男性と結婚。亡き父の誕生日の5月16日に披露宴を開いた。

## 出演

### テレビドラマ
- 女系家族 第10話（2005年9月、TBS）
- 特命!刑事どん亀（2006年4月 - 8月、TBS） - 三枝利沙 役
- 紅の紋章（2006年10月 - 12月、フジテレビ） - 森川絵美 役
- 月曜ゴールデン（TBS）
  - 占い師みすず 事件は運命の彼方に2（2007年5月21日） - 中村悦子 役
  - 十津川警部シリーズ45 志賀高原殺人事件〜黒姫伝説の謎〜（2011年10月10日）
  - 税務調査官・窓際太郎の事件簿 第23作「京都で見つけた初恋の面影!? 純粋な心を踏みにじる悪党を太郎が斬る!!」（2011年12月19日） - 相沢聡美 役
- 愛の劇場 愛のうた!（2007年12月、TBS） - 三上里香 役
- うさぎのもちつき（2008年4月 - 6月、BS-i、ネットシネマ.TV） - 菊池里佳子 役
- Cafe吉祥寺で（2008年、テレビ東京） - アコ 役
- マイガール（2009年10月、テレビ朝日） - 千里 役
- 陽炎の辻スペシャル〜居眠り磐音 江戸双紙〜（2010年1月1日、NHK総合） - お里 役
- 天使の代理人 Episode5・最終章（2010年、東海テレビ） - 桜井理奈 役
- 土曜ワイド劇場
  - ミステリー作家 六波羅一輝の推理 白骨の語り部（2010年12月4日、朝日放送） - 昆はるひ 役
  - 西村京太郎トラベルミステリー56 生死を分ける転車台（2011年7月23日、テレビ朝日） - 小島あかね 役
  - 京都南署鑑識ファイル8 氷上の連続殺人!!（2014年6月14日、テレビ朝日） - 白石沙織 役
- 示談交渉人 ゴタ消し 第1話（2011年1月6日、読売テレビ） - 由里 役
- CONTROL〜犯罪心理捜査〜 第2話（2011年1月18日、フジテレビ） - 葬儀会場の受付 役
- 水曜ミステリー9 北海道警事件ファイル 警部補 五条聖子（2012年10月24日、テレビ東京） - 原口弥生 役
- 大奥〜誕生［有功・家光篇］ 第6 - 8話（2012年11月16日 - 30日、TBS） - 矢島 役
- 幽かな彼女（2013年4月 - 6月、関西テレビ） - 石澤寛美 役
- 渡る世間は鬼ばかり2013年スペシャル 前編（2013年5月27日、TBS） - 南英美 役
- 金曜プレステージ（フジテレビ）
  - 警視庁総務部縁結び課桜井はなの事件ファイル（2014年5月16日） - 篠崎京香 役
  - 十津川捜査班9 十津川警部「故郷」（2014年7月25日） - 片山みどり 役
- ドラマスペシャル 緊急取調室（2015年9月27日、テレビ朝日） - 坂口碧 役

### 映画
- ハサミ男（2005年） - 樽宮由紀子 役
- あそこの席（2005年） - 主演・瀬戸加奈 役
- 君はまだ、無名だった。（2006年） - 入江由基子 役
- アオグラ（2006年） - 二瓶みどり 役
- バカ裁判（2009年） - 主演

### オリジナルビデオ
- ハイウェイバトル R×R（2008年） - はな 役
- ハイウェイバトル R×R2 マキシマムスピード（2008年） - はな 役

### 舞台
- 三越劇場 向田邦子小劇場シリーズ「胡桃の部屋」（2005年） - 三田村陽子 役
- シアターアプル bpm「Quick Draw」（2007年） - カラミティ・ジェーン 役
- 吉祥寺シアター アロッタファジャイナ第8回公演「1999.9年の夏休み」（2007年） - カズヒコ 役
- 新宿スペース107 時速246旗揚げ公演「FUNNY BUNNY」（2007年）
- 明治座12月公演「眉山」（2007年）
- シアターアプル TUFF STUFF×X－QUEST公演「森の風子」（2008年）
- 新宿シアターモリエール アロッタファジャイナ第10回公演「今日も、ふつう。」（2008年） - 彩音桃花役
- 明治座8月公演「眉山」（2009年）
- 明治座3月公演小林幸子特別公演「かあちゃん」（2010年）
- 渋谷区文化総合センター大和田 さくらホール「ジンギスカン 〜わが剣、熱砂を染めよ」（2011年） - タミラ 役
- スペース・ゼロ「WORKING!!」（2012年） - 伊波まひる役
- CBGKシブゲキ!!「不毛会議」（2013年） - タマミ役